# Perduts a la neu
 Perduts a la neu  (original: The Snow Walker) és una pel·lícula de l'any 2003 protagonitzada per Barry Pepper i Annabella Piugattuk. La producció va ser dirigida per Charles Martin Smith. Ha estat doblada al català.

## Argument
Any 1953, Charlie Halladay, un arrogant aviador, treballa al nord del Canadà. Mentre feia una parada amb la seva aeronau, uns nadius esquimals li van demanar que traslladés a la jove Kanaalaq perquè rebés atenció mèdica en un hospital, ja que patia tuberculosi. Durant el viatge, la nau sofreix desperfectes i cau aparatosament en un paratge desèrtic i aïllat. Amb l'ajuda de la noia, Halladay afrontarà la recerca d'ajuda.

## Repartiment
- Barry Pepper: Charlie Halliday
- Annabella Piugattuk: Kanaalaq
- James Cromwell: Walter "Shep" Shepherd
- Kiersten Warren: Estelle
- Jon Gries: Pierce
- Robin Dunne: Carl
- Malcolm Scott: Warren
- Michael Bublé: Hap
- Brad Sihvon: Mr. Izzard
- Greg Spottiswood: Mr. Moss
- Samson Jorah: Sammy
- William MacDonald: Miner